# パブリック銀行

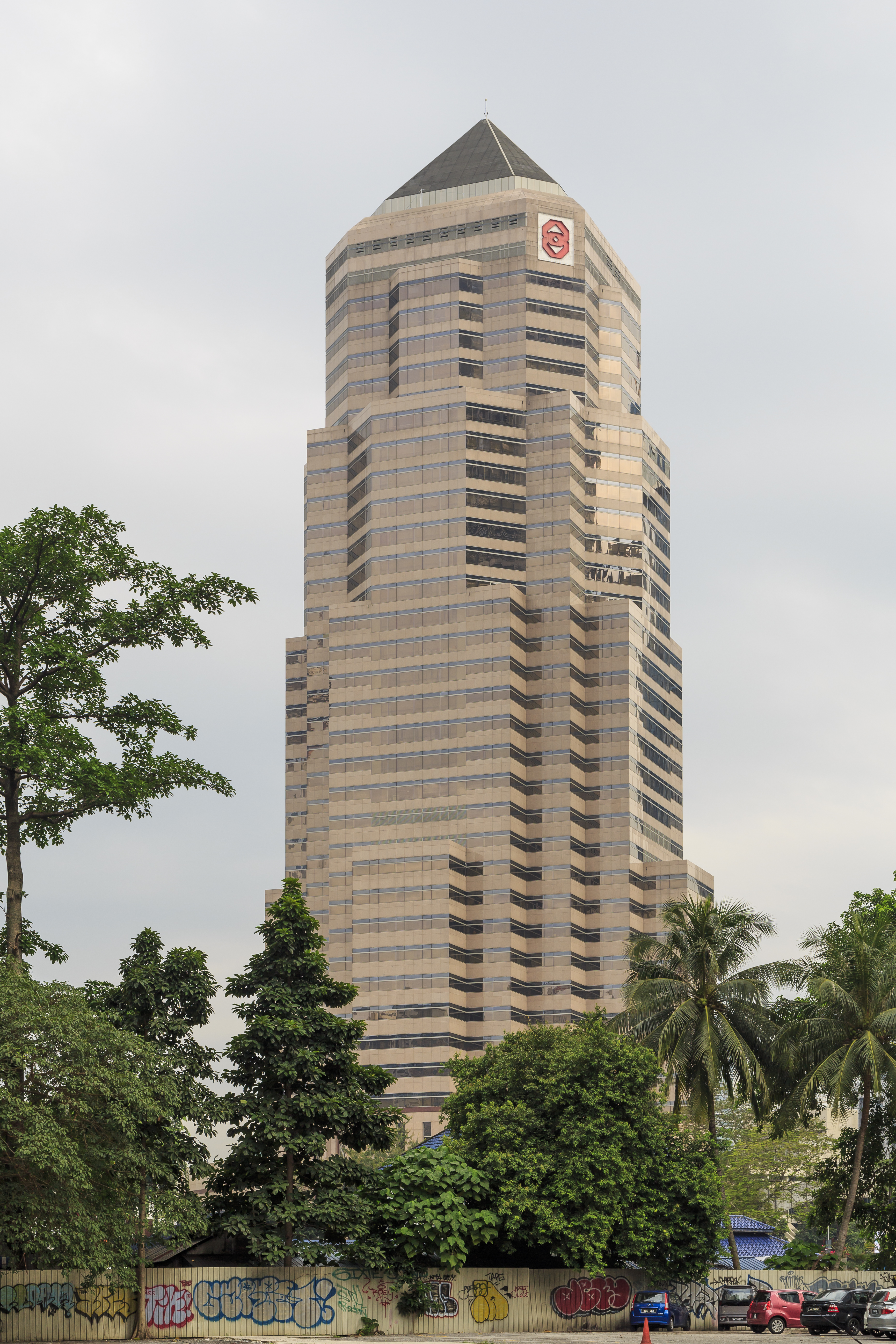
パブリック銀行(スリア KLCCより)

パブリックバンク (Public Bank MYX: 1295) は、マレーシアにある銀行。
1966年8月に、タンスリ・ダトースリ鄭鴻標によって設立され、従業員数は海外5カ国を含めて約14000人を有する。資本規模はマレーシア国内で5位、銀行としてはメイバンク、CIMBに次いで業界3位。支店数は国内241箇所。なお、同行は漢字表記では「大眾銀行」となるが、台湾にかつて存在した同名の「大眾商業銀行（Ta Chong Commercial Bank ）」（現元大商業銀行）とは一切関係ない。